# Winkelkirche

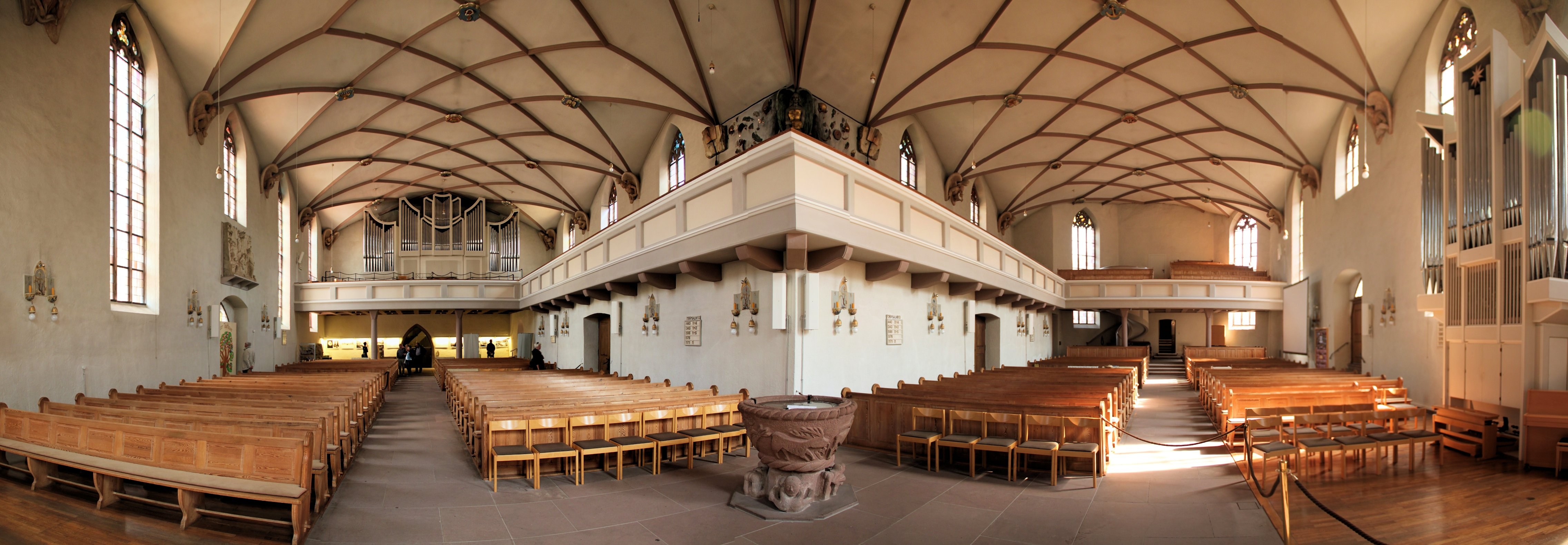
Gewinkelter Innenraum der Stadtkirche von Freudenstadt

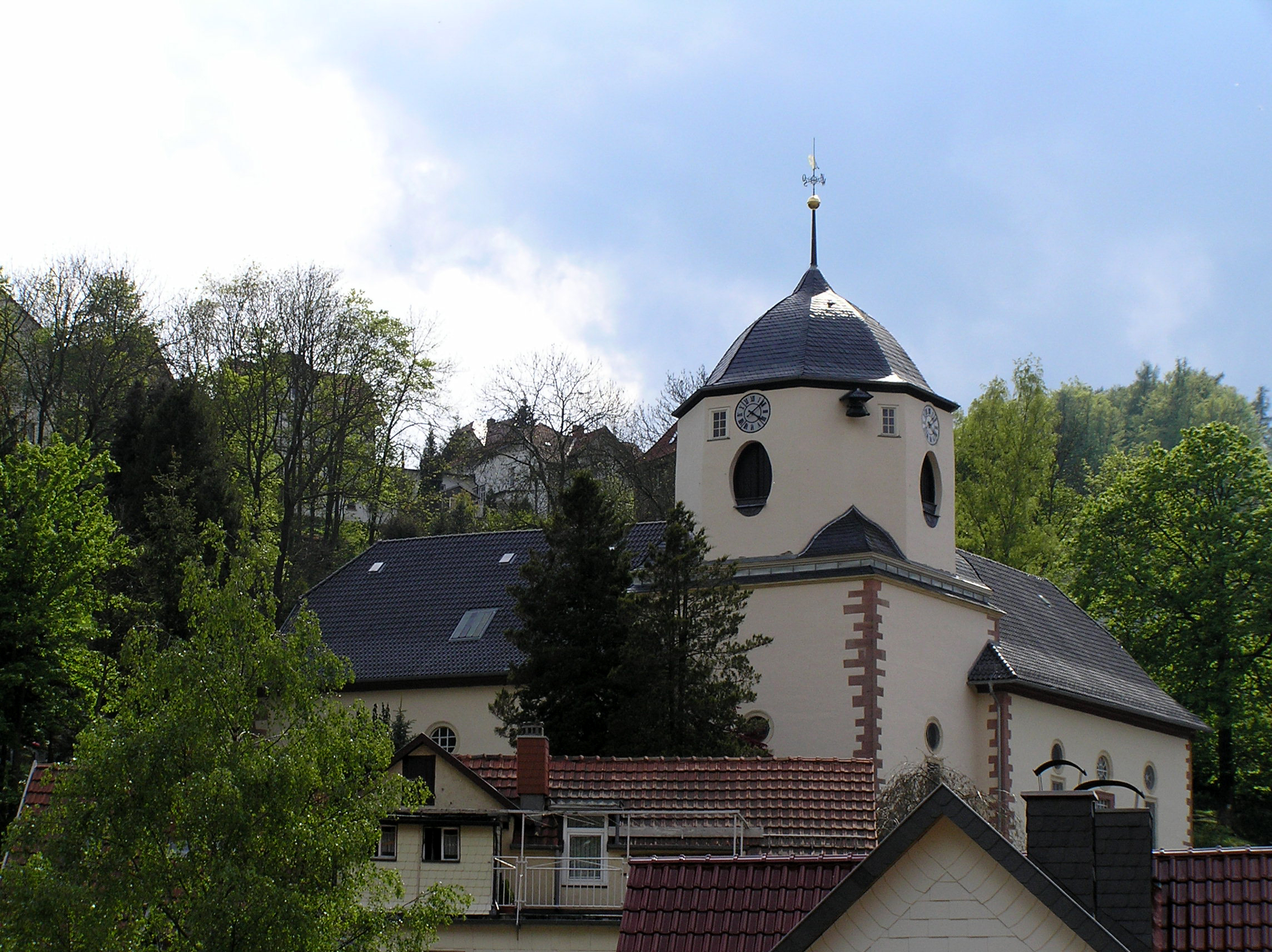
St.-Concordia-Kirche in Ruhla

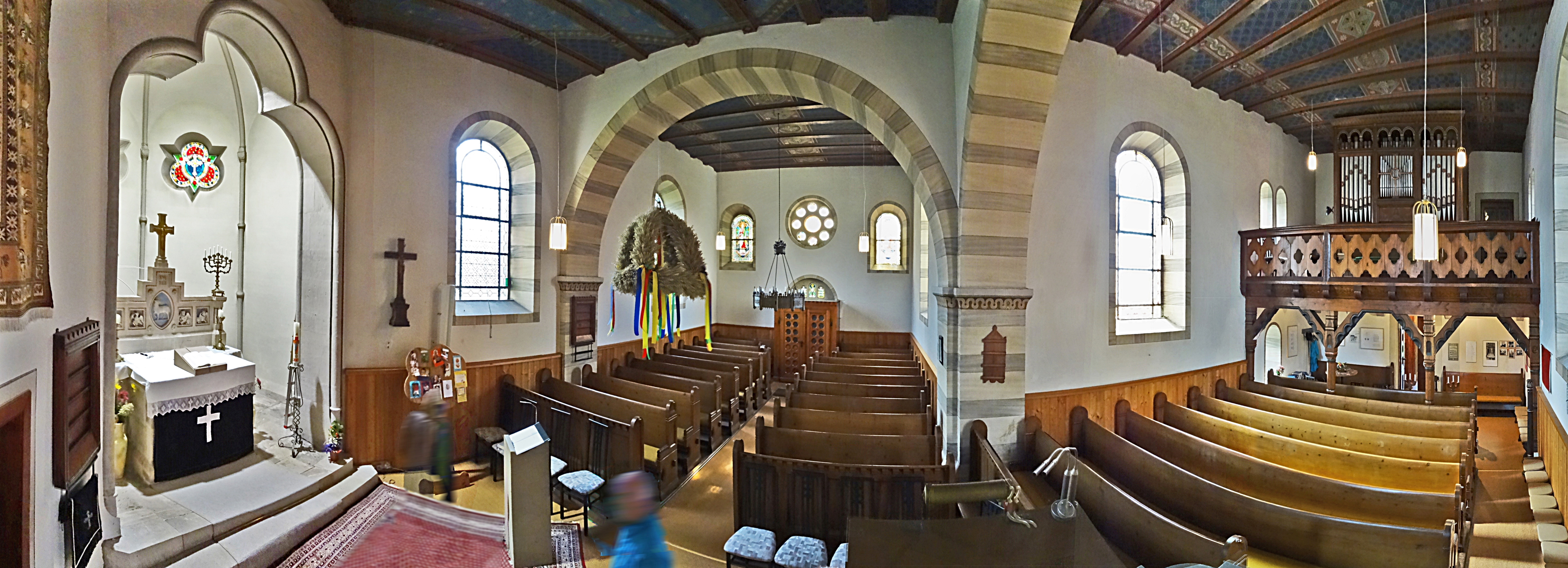
Winkelkirche St. Martin (Gardessen)

Die Winkelkirche (auch: Winkelhakenkirche) stellt eine Besonderheit in der Geschichte des Kirchenbaus dar. Sie besteht aus zwei Kirchenschiffen, die im rechten Winkel zueinander stehen. Der Altar eines solchen Gebäudes befindet sich im Winkel.

## Verbreitung
Winkelkirchen wurden entweder wegen der Form des Baugrunds als solche geplant oder sind durch den Aus- und Anbau bestehender Kirchen entstanden. Zur ersten Kategorie gehören die Winkelkirche St. Concordia in Ruhla, die an einem felsigen Berghang liegt, und die Stadtkirche Freudenstadt, die ihre Form in einer Ecklage am großen Marktplatz im Zusammenhang mit der quadratischen Stadtplanung, nicht jedoch wegen der angeblich beabsichtigten Gleichberechtigung der Konfessionen der zur Ansiedelung Eingeladenen erhielt.
Im reformierten Sakralbau wurden Winkelkirchen vereinzelt auch aus liturgischen Erwägungen als solche geplant. Beispiele hierfür sind die Reformierte Kirche Wintersingen und die Reformierte Kirche Binningen (St. Margarethen) bei Basel.
Weitere Winkelkirchen, die ihre Form jedoch meist einem späteren Anbau verdanken, befinden sich heute in Asselfingen, Elsfleth, Freckleben, Küblingen und Unterschüpf. In der Klosterkirche der Abtei Herstelle steht der Schwesternchor im rechten Winkel zum öffentlichen Kirchraum.
Im Dominikanerkloster St. Paulus in Worms fanden nach der Zerstörung der Pauluskirche im Zweiten Weltkrieg die Gottesdienste provisorisch in zwei Flügeln des Kreuzgangs statt, die wie eine Winkelkirche genutzt wurden.